# Kléber Harpain
Kléber Harpain (né Samuel Harpain le 20 janvier 1891 à Bordeaux et mort le 9 mars 1986 à Talence) est un homme de théâtre français. Tour à tour acteur, metteur en scène, professeur de déclamation, il fut également directeur du théâtre Trianon à Bordeaux et du casino du Mail à La Rochelle.

## Biographie
Passionné par le théâtre dès son plus jeune âge, Kléber Harpain obtient le premier prix du conservatoire à ses 21 ans et se lance dans une brillante carrière d’acteur. Hélas ses projets sont rapidement interrompus par la Première Guerre mondiale durant laquelle il est immobilisé. Il poursuit, malgré tout, ses passions et s’improvise metteur en scène dans les camps allemands où il fut prisonnier en 1914 pendant plusieurs mois. Pour divertir ses camarades et les membres de l’armée allemande, il met en place un théâtre de fortune, crée et joue lui-même ses personnages. Il fait preuve d’audace et de talent et se construit une image de marque auprès de l’ennemi.
Au retour de la guerre, après s’être évadé des camps allemands, il fait ses débuts en tant qu’administrateur de théâtre à l’Alhambra puis au Français à Bordeaux. Il monte ensuite des tournées théâtrales qu’il organise et mène à travers la France avec la complicité d’une troupe de jeunes acteurs (Jean Vergnac, Marius Clémenceau, René Lestelly, Robert Murzeau, André Valtier) qui le suivent fidèlement. Ses talents lui voudront un poste de professeur de déclamation au conservatoire de Bordeaux qu’il occupe pendant quinze ans. Mais c’est à la tête du théâtre Trianon qui fut le berceau de retentissants succès qu’il se fait reconnaître en tant que directeur de qualité.

## Le théâtre Trianon
Inauguré le 21 novembre 1913, le Trianon, 6 rue Franklin à Bordeaux, offre dès ses débuts au public bordelais un programme de spectacles riches et variés unissant comédies, revues, galas et spectacles en tous genres. Très vite son épanouissement fut interrompu par la Première Guerre mondiale obligeant ses fondateurs Fernand Bory et Charles Léger à en fermer les portes temporairement. Lorsque Kléber Harpain en reprit les commandes avec l’aide de son fidèle ami Pierre Tichadel (1901-1944), il en changea la trame et y présenta majoritairement des comédies. Devenu directeur propriétaire du Trianon il débute sa première saison le 27 novembre 1924 avec une représentation triomphale du Coucher de la mariée de Félix Gandéra.
Dans un zèle jamais lassé, Kléber Harpain choisissait son répertoire avec discernement et assurait à chaque pièce de théâtre la distribution qui lui convenait. Mais face à la montée du cinéma durant l’entre-deux-guerres la gestion d’un théâtre devenait de moins en moins évidente. Alors que beaucoup baissaient les bras, Kléber Harpain se démenait pour faire vivre le plus longtemps possible son théâtre. Mais malgré ses efforts, le triomphe du cinéma dans les années 1950 est venu mettre un terme à son action, le Trianon devient salle obscure du Jean Vigo.
Le Trianon redevient théâtre en 2010 avec Frédéric Bouchet, également Directeur du Théâtre des salinières à Bordeaux.
Et depuis, 2012, c'est Xavier Viton qui en est le directeur, lui-même directeur du Théâtre Victoire et du Café-théâtre des Beaux-Arts à Bordeaux.

## Les Jeudis et samedis littéraires
C’est aussi au Trianon que se tiennent les conférences hebdomadaires « Les Jeudis et samedis littéraires » dirigées par Louis-Georges Planes. Kléber Harpain tend à réaliser une formule de décentralisation littéraire et maintient à Bordeaux une activité aussi intense qu’à Paris. C’est ainsi qu’il réussit rapidement à conquérir un public d’amateurs fidèles. De grands auteurs seront appelés à participer à ses conférences tels Paul Valéry, Georges Duhamel, René Benjamin qui n’hésitent pas à se déplacer en province pour y créer un véritable foyer de vie intellectuelle autour duquel se groupera de plus en plus l’élite bordelaise.

## Casino du Mail à La Rochelle
Le bagage professionnel de Kléber Harpain est ainsi considérable et il ne s’en contentera pourtant pas. Profitant des fermetures saisonnières du Trianon, il met son sens de l’organisation au service de la ville de La Rochelle pour laquelle il invite de grandes vedettes françaises (Luis Mariano, les Frères Jacques, Juliette Gréco, Marie Dubas, Jo Bouillon…) et étrangères à se représenter au casino du Mail dont il est le directeur de 1935 à 1955.

## Un homme engagé
En plus d’un homme de théâtre appliqué, Kléber Harpain œuvrait régulièrement pour des causes humanitaires et sociales. Il avait pour habitude d’organiser dans ses établissements des quêtes caritatives pour diverses associations. Titulaire de la médaille du dévouement national, il a présidé la section bordelaise de la SPA et a participé au soutien financier de plusieurs regroupements d’artistes « mutilés » ou « Anciens combattants ». Très engagé professionnellement, il était également membre pendant de nombreuses années de la Chambre syndicale des directeurs de théâtre et de l’Association du spectacle de Bordeaux.